# Kaiser-Franz-Joseph-Jubiläums-Kirche
Kaiser-Franz-Joseph-Jubiläums-Kirchen oder kurz Kaiser-Jubiläums-Kirchen sind Kirchengebäude, die aufgrund eines Regierungsjubiläums Kaiser Franz Josephs I. (1830–1916) gestiftet und als Jubiläumskirche danach benannt wurden. Franz Joseph war 1848 infolge der Abdankung seines Onkels Ferdinand I. (1793–1875) Kaiser geworden.

## Liste bekannter Jubiläumskirchen

### 50. Regierungsjubiläum 1898
- Pfarrkirche Breitensee (Wien)

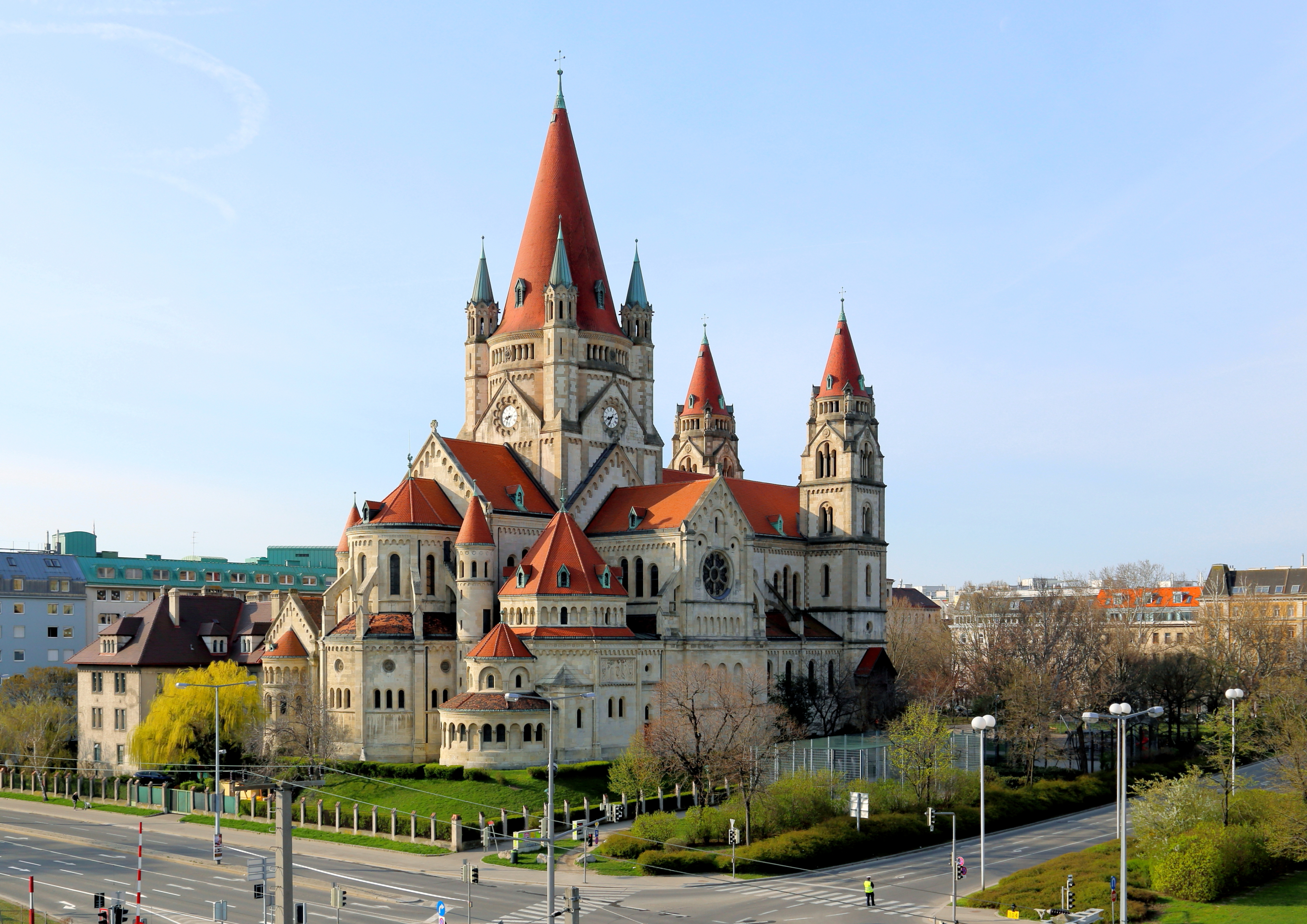
Franz-von-Assisi-Kirche
(50. Regierungsjubiläum)

- Pfarrkirche Hirtenberg (Niederösterreich)
- Josefskirche in Graz (Steiermark), Gleichfest am 18. August 1904, dem Geburtstag Kaiser Franz Josephs
- Franz-von-Assisi-Kirche, auch Mexikokirche genannt (Wien)
- Lutherkirche (Wien)
- Kaiser-Franz-Joseph-Jubiläumskapelle am Haunsberg, Obertrum am See

### 60. Regierungsjubiläum 1908

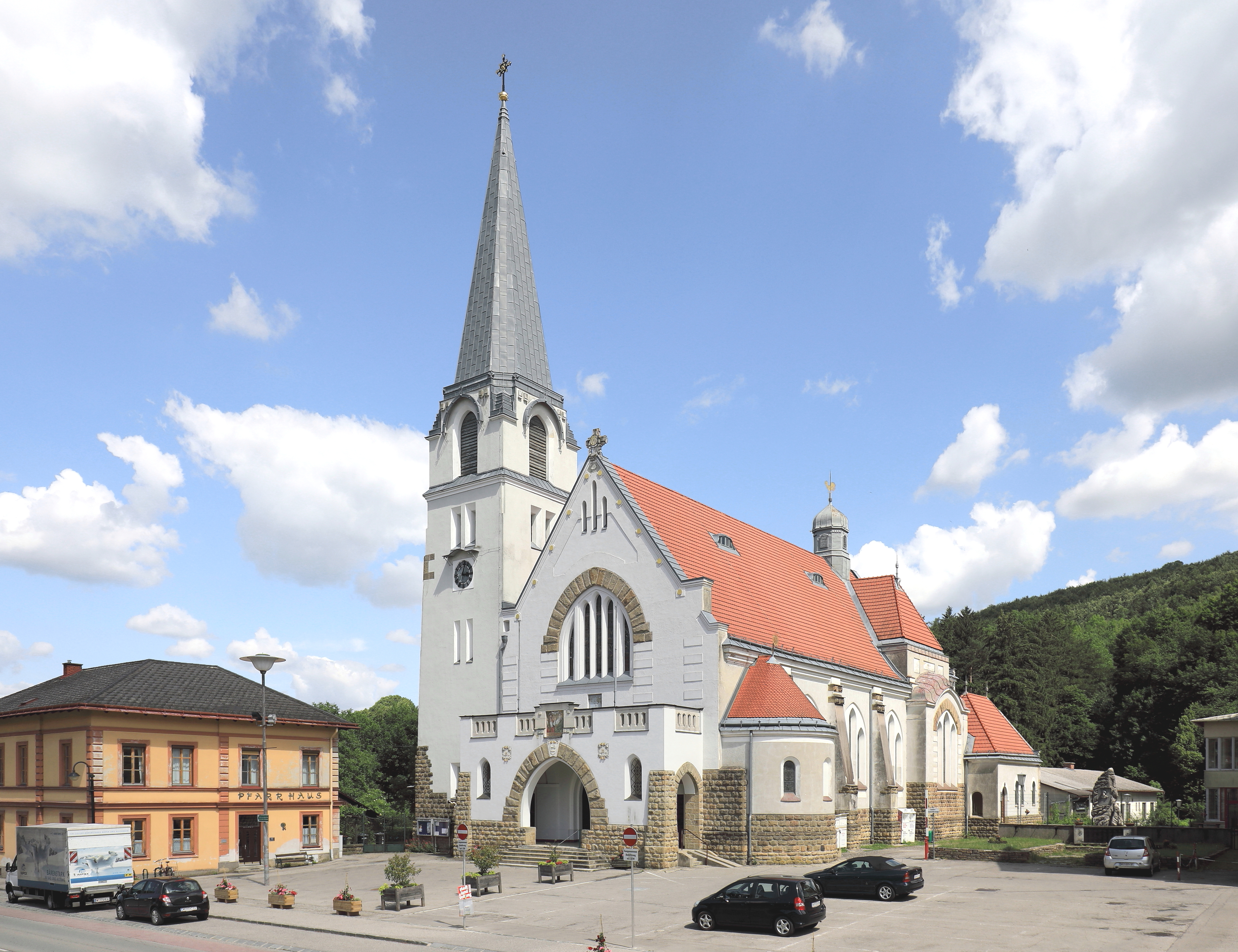
Pfarrkirche Pressbaum
(60. Regierungsjubiläum)

- Pfarr- und Wallfahrtskirche Maria Gugging (Niederösterreich)
- Pfarrkirche Neusimmering Zur Unbefleckten Empfängnis Mariens (Wien)
- Baumgartner Pfarrkirche St. Anna (Wien)
- Pfarrkirche Pressbaum Zur Allerheiligsten Dreifaltigkeit (Niederösterreich)
- Kaiser Franz Joseph-Kapelle in Schwarzau im Gebirge (Niederösterreich)
- Kaiser-Franz-Josef-Jubiläumskirche Nassengrub (Böhmen), geweiht 1914[1]